# Friedrich Joachim von Grotenhielm

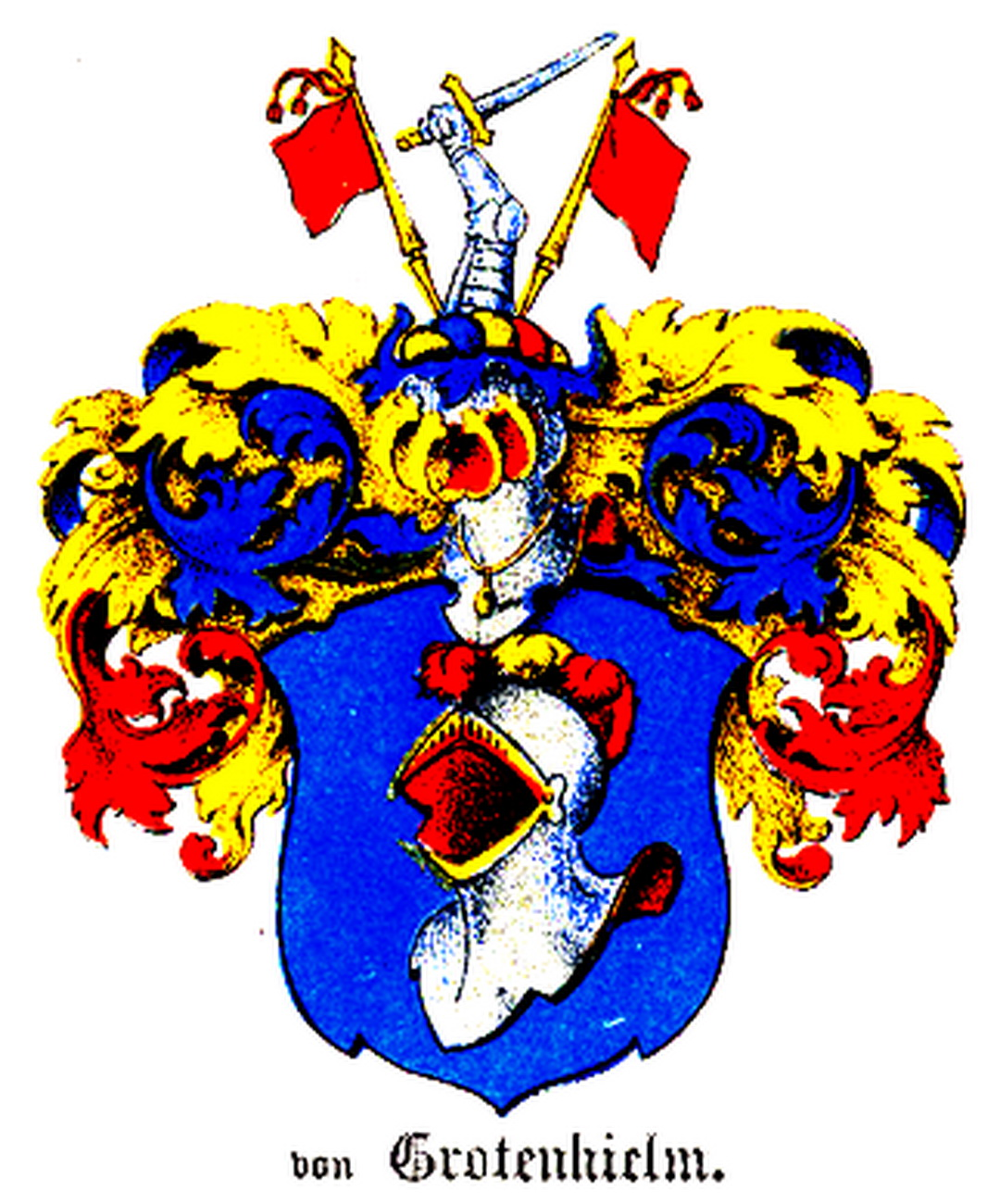
Wappen des Adelsgeschlechts „von Grotenhielm“

Friedrich Joachim von Grotenhielm  (auch Grotenhjelm; russisch: Фридрих Евстафьевич Гротенгельм; * 7. April 1731 auf Gut Sallentack; † 19. Dezember 1806 ebenda) war ein russischer Generalmajor. Er stammte aus der deutsch-baltischen Adelsfamilie Grotenhielm, sein Bruder war der russische Generalgouverneur von Estland General en chef Georg Friedrich von Grotenhielm (1721–1798). 

## Militärlaufbahn
Friedrich Joachim trat 1748 als Unterfähnrich in den Dienst der Kaiserlich Russischen Armee ein. 1749 wurde er Fähnrich, 1755 Unterleutnant, 1758 Leutnant, 1762 Stabskapitän und 1763 Kapitän. Von 1768 bis 1774 nahm er, an verschiedenen Fronten, am 5. Russisch-türkischen Krieg teil. Er wurde 1770 zum Premiermajor befördert.  Als Oberstleutnant, zu dem er 1775 befördert worden war, diente er im Permer-Infanterie-Regiment. Im Jahr 1784 wurde er zum Oberst befördert und 1789 erhielt er den Dienstgrad Brigadier. 1796 wurde er in den Rang eines Generalmajors befördert. Für seine Verdienste wurde er 1781 mit dem Russischen Orden des Heiligen Georg (3. Klasse) ausgezeichnet. 